# نومیدیا
نومیدیا یک قلمرو پادشاهی از مردم بربر در شمال آفریقا بود که شامل الجزایر و بخش‌هایی از تونس کنونی می‌شد. با فتح شمال آفریقا به دست جمهوری روم، این سرزمین نیز ضمیمهٔ خاک روم شد.

## تاریخ
در طول دومین جنگ کارتاژ دو فرمانروا بر نومیدیا حاکم بودند، سفاکس در بخش غربی نومیدیا که از هانیبال سردار کارتاژ پشتیبانی می‌کرد و ماسینیسا در بخش شرقی این سرزمین که به سود روم می‌جنگید. پس از شکست کارتاژ در سال ۲۰۱ پیش از میلاد، ماسینیسا قلمرو نومیدیا را یکپارچه ساخت. در سال ۱۴۸ ماسینیسا درگذشت و نومیدیا به قلمروهای کوچکتری بخش شد، اما در سال ۱۱۳ به دست ژوگورتا دوباره یکپارچگی خود را بازیافت. هرچند که حیات دوبارهٔ این کشور بیش از ۶۷ سال به درازا نینجامید و سرانجام در سال ۴۶ پیش از میلاد، نومیدیا بخشی از استان رومی آفریقا گشت.